# Côte d'Ivoire énergies
 (octobre 2024).
La mise en forme du texte ne suit pas les recommandations de Wikipédia : il faut le « wikifier ».
Les points d'amélioration suivants sont les cas les plus fréquents. Le détail des points à revoir est peut-être précisé sur la page de discussion.
- Les titres sont pré-formatés par le logiciel. Ils ne sont ni en capitales, ni en gras.
- Le texte ne doit pas être écrit en capitales (les noms de famille non plus), ni en gras, ni en italique, ni en « petit »…
- Le gras n'est utilisé que pour surligner le titre de l'article dans l'introduction, une seule fois.
- L'italique est rarement utilisé : mots en langue étrangère, titres d'œuvres, noms de bateaux, etc.
- Les citations ne sont pas en italique mais en corps de texte normal. Elles sont entourées par des guillemets français : « et ».
- Les listes à puces sont à éviter, des paragraphes rédigés étant largement préférés. Les tableaux sont à réserver à la présentation de données structurées (résultats, etc.).
- Les appels de note de bas de page (petits chiffres en exposant, introduits par l'outil «  Source ») sont à placer entre la fin de phrase et le point final[comme ça].
- Les liens internes (vers d'autres articles de Wikipédia) sont à choisir avec parcimonie. Créez des liens vers des articles approfondissant le sujet. Les termes génériques sans rapport avec le sujet sont à éviter, ainsi que les répétitions de liens vers un même terme.
- Les liens externes sont à placer uniquement dans une section « Liens externes », à la fin de l'article. Ces liens sont à choisir avec parcimonie suivant les règles définies. Si un lien sert de source à l'article, son insertion dans le texte est à faire par les notes de bas de page.
- La présentation des références doit suivre les conventions bibliographiques. Il est recommandé d'utiliser les modèles {{Ouvrage}}, {{Chapitre}}, {{Article}}, {{Lien web}} et/ou {{Bibliographie}}. Le mode d'édition visuel peut mettre en forme automatiquement les références.
- Insérer une infobox (cadre d'informations à droite) n'est pas obligatoire pour parachever la mise en page.

Pour une aide détaillée, merci de consulter Aide:Wikification.
Si vous pensez que ces points ont été résolus, vous pouvez retirer ce bandeau et améliorer la mise en forme d'un autre article.
Côte d’Ivoire énergies ou CI-ENERGIES créée par le décret n°2011-472 du 21 décembre 2011. La société des énergies de Côte d'Ivoire devient Côte d'Ivoire Energie en novembre 2017. 

## Historique
CI-ENERGIES est née en 2011 à la suite de la fusion de la société de gestion du patrimoine du secteur de l'électricité (SOGEPE) et la société d'opération ivoirienne d'électricité (SOPIE). Elles s'occupaient toutes deux respectivement de l’aspect financier et l’aspect technique quand l’Anare était chargée de la régulation du secteur. Face donc aux nombreuses difficultés que connaissait le secteur d'électricité en Côte d'Ivoire dans les 1990, CI-ENERGIES fut créée pour assumer les responsabilités qui incombaient aux structures,.

## Mission
- Planifier l'offre et la demande d'énergie électrique,
- Augmenter les capacités de production, y compris dans le domaine de l'énergie renouvelable,
- Améliorer la qualité de l'approvisionnement en l'électricité en développant les réseaux de transport et de distribution,
- Améliorer l'accès à l'électricité par l'électrification des zones rurales et les extensions de réseaux,
- Gérer les flux financiers du secteur électrique[3],[4],[5],[6].

## Programme stratégique
Le plan stratégique de CI-ENERGIES se décline en six axes, :
- Axe 1 : Adéquation de l'offre et la demande en énergie électrique,
- Axe 2 : Accès à l'électricité,
- Axe 3 : Développement durable,
- Axe 4 : Développement de la coopération sous-régionale et internationale,
- Axe 5 : Amélioration de la performance financière,
- Axe 6 : Développement du potentiel des ressources humaines et responsabilité sociétale.